# Christoph Treutmann
Christoph Treutmann (* um 1673 in Schlesien; † 10. Juni 1757 in Magdeburg), auch Christoph Treutmann der Ältere im Unterschied zu seinem gleichnamigen Sohn, war ein Orgelbaumeister der Barockzeit. Er lernte in Magdeburg bei Heinrich Herbst und gründete dort auch seine eigene Werkstatt. Sein bedeutendstes erhaltenes Werk ist die große Orgel der Stiftskirche Grauhof.

## Leben

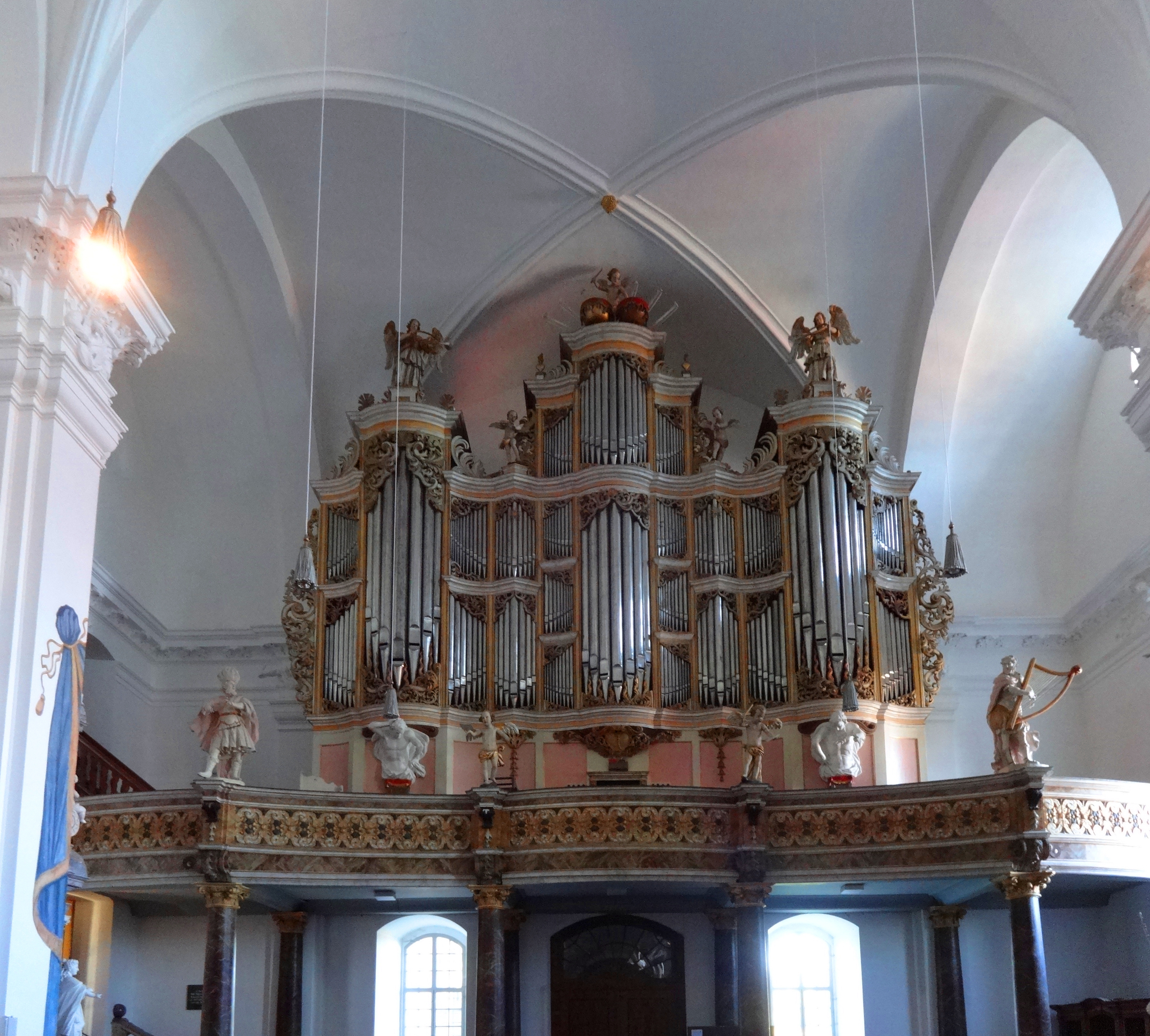
Treutmann-Orgel in der Stiftskirche St. Georg, Goslar-Grauhof

Christoph Treutmann erlernte sein Handwerk bei der Orgelbauerfamilie Herbst in Magdeburg. Sein Lehrmeister war Heinrich Herbst der Jüngere, der Sohn von Heinrich Herbst dem Älteren. Herbst (d. J.) erbaute später in den Jahren 1714 bis 1718 die Domorgel in Halberstadt. Da Treutmanns Werke stilistische Ähnlichkeiten zu den Orgeln des Hamburger Orgelbaumeisters Arp Schnitger aufweisen, wird vermutet, dass Treutmann zumindest zeitweise bei diesem als Geselle arbeitete und möglicherweise auch am Bau der „Arp Schnitger-Orgel“ (1689 bis 1694) in der St.-Johannis-Kirche in Magdeburg mitwirkte.
Im Jahr 1695 machte sich Treutmann selbständig und gründete um das Jahr 1700 seine eigene Werkstatt. Als seine erste eigenständige Arbeit ist die Reparatur der Braunschweiger Domorgel im Jahr 1700 bekannt. Danach ist die Reparatur einer von Gottfried Fritzsche 1637 in der Dreieinigkeitskirche in Allermöhe bei Hamburg erbauten Orgel nachgewiesen. Weitere Werke sind aus dem Jahr 1713 im Raum Magdeburg bekannt. In den Jahren 1721 bis 1723 erbaute Treutmann die Orgeln der Kirchen St. Marien und St. Nikolai in Gardelegen; anschließend erweiterte er die Orgel der Schlosskirche in Harbke bei Helmstedt, ebenfalls ein Werk Gottfried Fritzsches aus dem Jahr 1621/22.
1732 arbeitete er wieder in Magdeburg und erbaute eine Orgel für die dortige französisch-reformierte Gemeinde. Das Kloster Grauhof bei Goslar erteilte Treutmann im Jahr 1734 den Auftrag für den Bau einer Orgel mit insgesamt 42 Registern und 2500 Pfeifen. Sie wurde im Jahr 1737 fertiggestellt und gilt als sein bedeutendstes Werk; 1989 bis 1992 wurde sie restauriert. 1741 erhielt Treutmann erneut einen Reparaturauftrag für eine Orgel von Arp Schnitger in der St.-Jacobi-Kirche und überarbeitete in den Jahren 1747 bis 1750 ein weiteres Werk Schnitgers in der St.-Johannis-Kirche in Magdeburg.
Sein Sohn Christoph Treutmann der Jüngere (um 1710–1781) übernahm nach seinem Tod die Werkstatt.

## Werke (Auswahl)
Treutmann-Orgeln entstanden für:
- 1721–1723: St. Marien und St. Nikolai (Gardelegen)
- 1725: St. Eustachius (Diesdorf, Magdeburg)
- 1727–1728: St.-Levin-Kirche (Schloss Harbke)
- 1734–1737: Stiftskirche St. Georg (Grauhof, Goslar)
- 1742: St.-Georgs-Kirche (Calvörde)